# 大島多蔵
大島 多蔵（多藏、おおしま たぞう、1903年〈明治36年〉1月22日 - 1978年〈昭和53年〉5月20日）は、昭和期の教育者、政治家。衆議院議員（2期）。

## 経歴
佐賀県杵島郡、のちの江北村（現江北町）で、大島喜一の二男として生まれる。1929年（昭和4年）九州帝国大学法文学部法律科を卒業した。
佐賀県立鹿島中学校教諭、宮崎県立都城中学校教諭、熊本県中學済々黌教諭、佐賀県立佐賀商船学校教諭、同武雄中学校教諭、同唐津中学校教諭、長崎県立諫早中学校教諭、同対馬中学校教諭などを務めた。
1946年（昭和21年）4月の第22回衆議院議員総選挙で佐賀県全県区に無所属で出馬して当選し、1947年（昭和22年）4月の第23回総選挙で佐賀県全県区に国民協同党公認で出馬して再選され、衆議院議員に連続2期在任した。この間、国民党青年部副部長、国民協同党中央委員、同文教部長兼宗教部長、衆議院司法委員会委員、裁判官訴追委員会委員などを務めた。その後、第24回総選挙に立候補したが落選した。
1978年（昭和53年）5月20日死去、75歳。死没日をもって勲四等旭日小綬章追贈、従六位から従五位に叙される。